# Burren
Pour les articles ayant des titres homophones, voir Buren, Büren et Buuren (homonymie).
Le Burren (en irlandais : An Bhoireann, littéralement « le pays pierreux »), parfois employé au pluriel (Les Burren), est un plateau karstique désertique situé dans le nord-ouest du comté de Clare, en Irlande. Cet ensemble de roches sédimentaires s'étend sur environ 300 km² dans une zone comprise entre les localités de Ballyvaughan, Kinvarra, Gort, Corofin, Kilfenora et Lisdoonvarna.
Ce plateau est composé de calcaires carbonifères tabulaires qui forment un lapiaz (crevasses et fissures rocheuses dues au ruissellement des eaux de pluie et à la gélifraction) souvent régulier, presque géométrique.
Cette région voit se développer côte à côte des espèces végétales méditerranéennes et alpines. La fleur symbole des Burren est d’ailleurs la gentiane bleue, une plante que l’on trouve généralement dans les Alpes. 
Le Burren est riche en sites archéologiques. On y trouve de nombreux sites mégalithiques, comme le dolmen de Poulnabrone, et de très anciens forts tels que celui de Cahercommaun bâti au IXe siècle sur trois anneaux concentriques.
Le sud-est du Burren est protégé par le parc national du Burren. Le site a été proposé en 2010 pour une inscription au patrimoine mondial et figure sur la « liste indicative » de l’UNESCO dans la catégorie patrimoine culturel.

## Géographie

### Localisation
Le Burren se situe dans le comté de Clare, dans la province de Munster sur la côte ouest de l'Irlande. La superficie du Burren dépend de la définition que l'on s'en donne et varie de 250 à plus de 500 km2.[réf. nécessaire]

### Géologie
Le Burren est un plateau karstique formé au Carbonifère (plus précisément pendant le Viséen), il y a environ 350 millions d'années, constitué de couches calcaires qui atteignent à certains endroits une profondeur de 780 m. Le calcaire du Burren est composé de sédiments et de restes squelettiques provenant d'organismes marins peuplant la mer chaude qui s'étendait sur la région au Carbonifère.

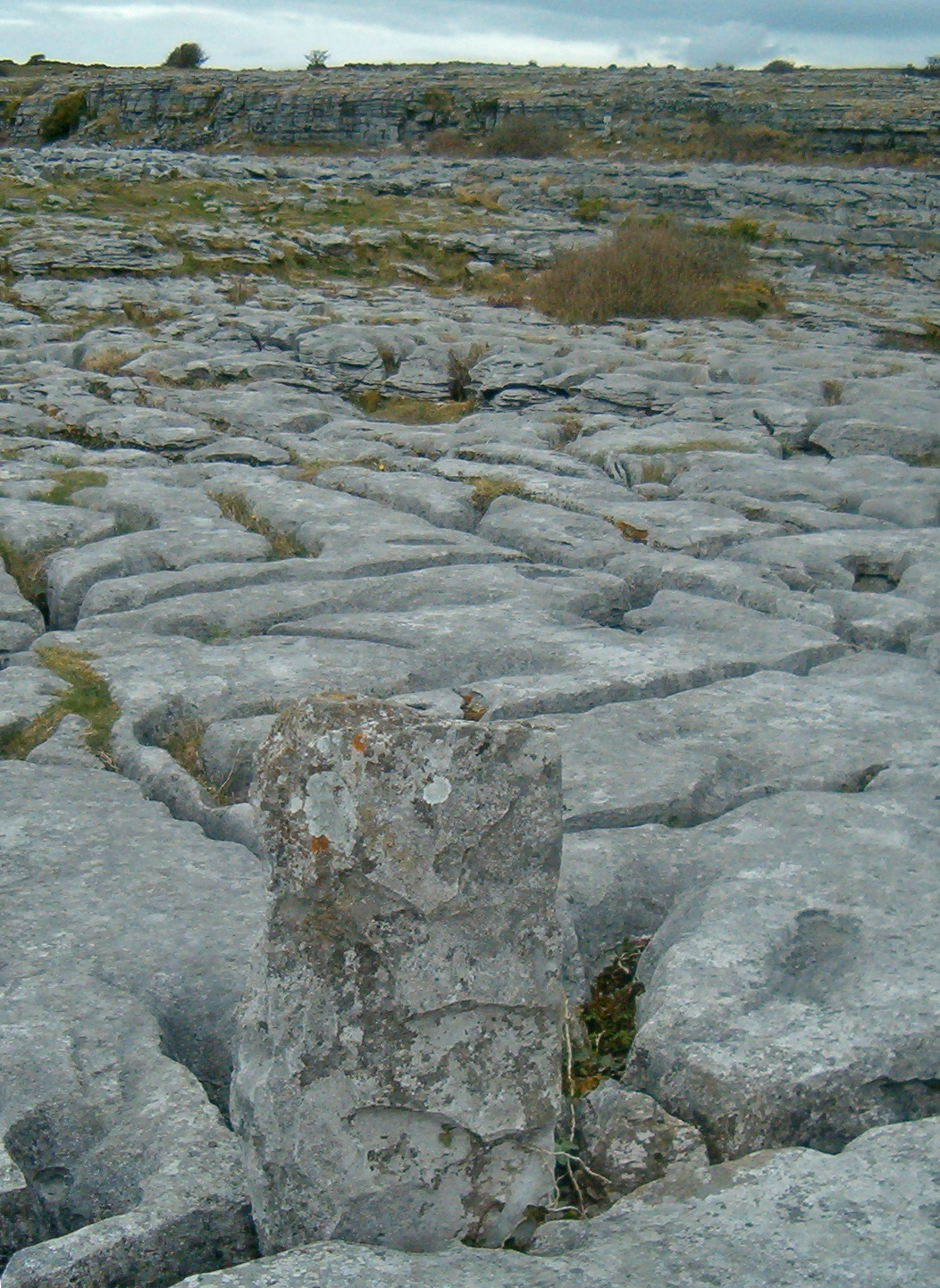
Lapiaz caractéristique du Burren.
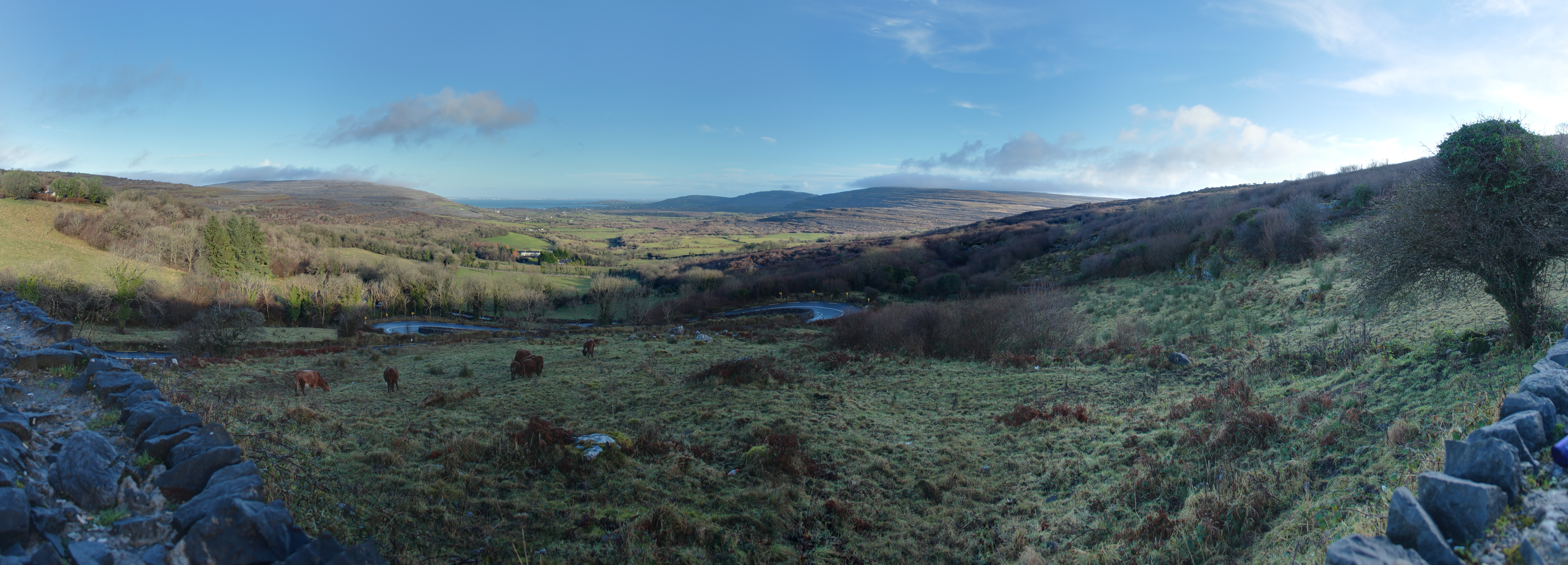
Plaine du Burren depuis le « Corkscrew hill ».

### Faune et flore
Plus de 700 espèces végétales ont été répertoriées dans le Burren. Ainsi, bien qu'il ne représente que 1 % de la masse terrestre de l'Irlande, il possède 75 % des espèces indigènes du pays.

## Histoire
Si dès le Mésolithique des tribus de chasseurs-cueilleurs peuplent le Burren, les premiers agriculteurs ne le colonisent qu'à partir du Néolithique il y a environ 6 000 ans. L'héritage de ces premiers colons se constitue principalement des sépultures comme le dolmen de Poulnabrone.
La légende veut que Edmond Ludlow, officier d'Oliver Cromwell durant la conquête de l'Irlande en 1651, décrivit à celui-ci la région dans ces termes :

« C'est un pays où il n'y a pas assez d'eau pour noyer un homme, pas assez d'arbres pour le pendre, pas assez de terre pour l'enterrer (...) et pourtant leur bétail est bien gras, car l'herbe, qui pousse sur des mottes de terre de quelques pieds carrés, entre les cailloux de calcaire, est bien douce et fort nourrissante »

## Patrimoine

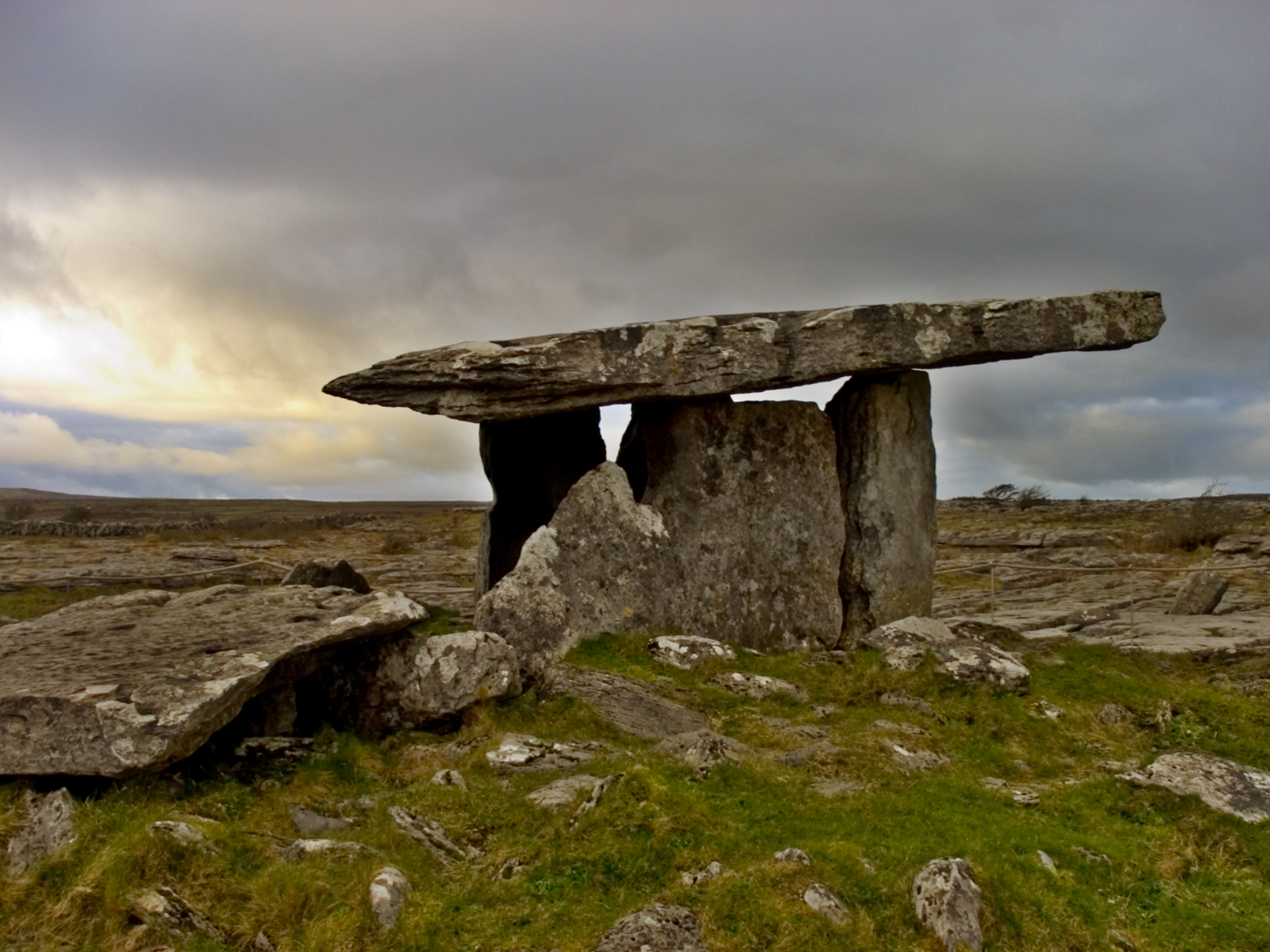
Dolmen de Poulnabrone.

Le Burren est riche en vestiges néolithiques : ainsi, il compte environ 80 des 500 tombes irlandaises du Néolithique. On trouve notamment dans le Burren les tombeaux de Parknabinnia, le cairn de Poulawack et le dolmen de Poulnabrone.
On a également retrouvé dans le Burren environ 500 forteresses, parmi lesquelles on compte les ringforts Cahermore, Caherconnell et Cahercommaun.
On trouve également des édifices religieux comme l'abbaye de Corcomroe, la cathédrale de Kilfenora et l'église de Kilnaboy.
Le Burren est aussi riche en châteaux : on compte notamment le château de Dunguaire, le château de Gleninagh, le château de Leamaneh ou encore le château de Newtown.
Enfin, le Burren accueille aussi l'ensemble archéologique complexe du monastère de Kilmacduagh.

## Gestion et protection
Le Burren est enregistré en tant que géoparc sous le nom « Burren and Cliffs of Moher ». Le sud-est du Burren constitue le parc national du Burren.
Le site fait partie de la liste indicative au patrimoine mondial de l'Unesco selon les critères (v) et (viii).